# Piotr Czekotowski
Piotr Czekotowski (ur. 27 kwietnia 1832 na Mohylewszczyźnie, zm. 28 grudnia 1882 w Smoleńsku) – lekarz, uczestnik powstania styczniowego, powstańczy naczelnik Mińska 1863 roku, polski działacz społeczny i narodowy w guberni mińskiej, zesłaniec.

## Życiorys
Piotr Czekotowski urodził się 27 kwietnia 1832 r. na Mohylewszczyźnie. Był synem Jana, sędziego w pow. oszmiańskim, i Anny z Pstrockich. Dzieciństwo spędził w majątku Trościeniec pod Mińskiem. Ukończył gimnazjum w Mińsku i wyjechał na studia medyczne do Kijowa. Doktoryzował się w akademii petersburskiej. Otrzymał tytuł doktora medycyny. Praktykował jako lekarz powiatowy w guberni mińskiej, a później prowadził praktykę lekarską w Mińsku. 
Działał w polskich organizacjach konspiracyjnych, ruchu patriotycznym i Komitecie Polskim w Mińsku. W czasie powstania styczniowego był naczelnikiem miasta Mińsk. Udzielał również pomocy medycznej rannym powstańcom. Aresztowany przez władze carskie za działalność patriotyczną i powstańczą został osadzony w więzieniu w Wilnie i skazany na zesłanie. W więzieniu ożenił się z Kazimierą Bulewską – działaczką Komitetu Polskiego z Mińska. Żona Kazimiera dobrowolnie udała się w miejsce zesłania z mężem. Czekotowski spędził dziesięć lat na zesłaniu w Irkucku, a potem dwa lata w Ufie. W Irkucku udzielał pomocy zesłańcom. W 1877 otrzymał pozwolenie na osiedlenie się w Smoleńsku.
Zmarł 28 grudnia 1882 w Smoleńsku i tam został pochowany na cmentarzu katolickim.